# Cytaea rubra
Cytaea rubra là một loài nhện trong họ Salticidae.
Loài này thuộc chi Cytaea. Cytaea rubra được Charles Athanase Walckenaer miêu tả năm 1837.